# マック体操クラブ
マック体操クラブ（マックたいそうクラブ）は大阪市阿倍野区にある体操クラブ。池谷幸雄と西川大輔の「清風コンビ」や、28年ぶりの金メダルを獲得したアテネオリンピック男子体操主将の米田功、鹿島丈博、冨田洋之などの多数のオリンピック選手を輩出。
マックのスペルはMACで、Momoyama Athletic Centerの略。1972年に桃山学院高等学校により設立、1973年4月に独立。

## 主な出身者
- 池谷幸雄 -  ソウルオリンピック男子団体3位、男子種目別ゆか3位。バルセロナオリンピック男子団体3位、男子種目別ゆか2位。
- 西川大輔 -  ソウルオリンピック男子団体3位、バルセロナオリンピック男子団体3位。
- 田中光 -  アトランタオリンピックオリジナル技「TANAKA」（懸垂前振りひねり前方かかえ込み2回宙返り腕支持：難度E）発表。
- 米田功 -  アテネオリンピック男子団体優勝。
- 鹿島丈博 -  2003年世界選手権種目別2冠。アテネオリンピック男子団体優勝。
- 冨田洋之 -  アテネオリンピック男子団体優勝。2005年世界選手権個人総合優勝。2006年世界選手権個人総合2位。